# مشرفة الحلاج
مشرفة الحلاج قرية سوريّة تتبع إداريّاً لمحافظة حلب منطقة جبل سمعان ناحية تل الضمان، بلغ تعداد سكانها 307 نسمة حسب التعداد السكاني لعام 2004.